# Aeroporto di Sarh
L'Aeroporto di Sarh (IATA: SRH, ICAO: FTTC), noto con il nome commerciale in francese di Aérodrome de Sarh, è un aeroporto ciadiano situato nella parte estrema meridionale del Ciad, nella Regione di Moyen-Chari, a 2 km dal centro di Sarh.
La struttura è dotata di una pista in laterizio lunga 1800 m e larga 40 m, l'altitudine è di 365 m, l'orientamento della pista è RWY 04-22 ed è aperta al traffico commerciale dall'alba al tramonto e al traffico militare. Per il solo traffico militare è disponibile una piazzola per elicotteri.